# تحول طوري

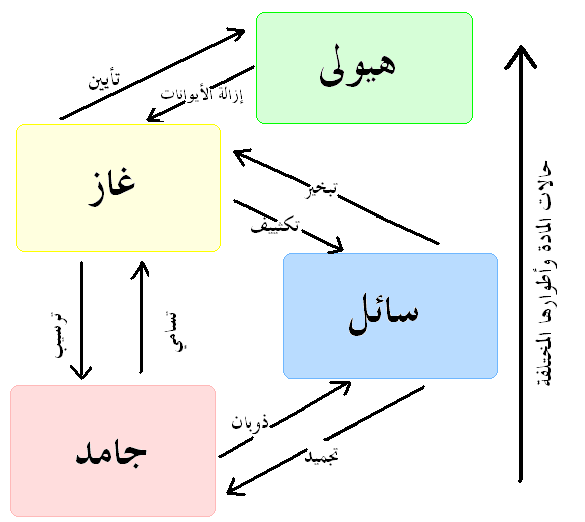
يوضح هذا الشكل تحول أطوار المادة.

التحول الطوري في الديناميكا الحرارية، التحول الطوري هو تحول النظام الدينامي الحراري من طور إلى آخر. وعند نقطة التحول الطوري، قد تخضع الخواص الفيزيائية إلى تغير تام، ففي لحظة يمكن للحجم في الطورين أن يتغير بشكل كبير. وكمثال على ذلك، يمكنك أن تتخيل تحول الماء السائل إلى بخار عند نقطة الغليان.
وفي المفهوم المتداول للمصطلح، يستخدم لوصف التحول بين الأطوار الصلبة والسائلة والغازية للمادة، وفي حالات نادرة يستخدم للتحول إلى البلازما.

## تحول أطوار المادة
بصفة عامة توجد من الأطوار أربعة حالات: الحالة الصلبة والحالة السائلة والحالة الغازية - وهذه نعهدها في حياتنا العادية - والحالة الرابعة هي حالة البلازما. فالماء يوجد عند درجة الصفر المئوي في صورة الثلج (حالة صلبة) وعند رفع درجة حرارته إلى 4 مئوية مثلا يصبح ماء (الحالة السائلة) وعندما نستمر في تسخينه حتى 100 درجة مئوية فهو يغلي ويتصاعد في هيئة بخار (الحالة الغازية). فماذا يحدث لو استمر تسخين البخار؟ سنجد انه عند درجة حرارة عالية جدا تنقسم جزيئات الماء إلى ذرةأكسجين وذرتي هيدروجين.

منحنيات أطوار.

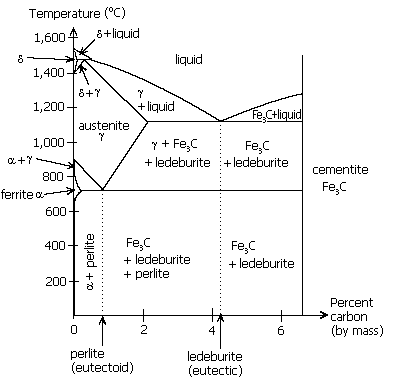
مخطط الطور كربون-حديد يظهر الظروف التي يكون عندها الفيريت ألفا مستقرا

هل يتوقف الأمر على ذلك؟ سنجد أنه برفع درجة الحرارة إلى درجات أعلى أن بعض ذرات الهيدروجين وبعض ذرات الأكسجين تفقد إلكترونات وتصبح متأينة، تلك الحالة المتأينة هي الطور الرابع ويسمى هذا الخليط بلازما. توجد البلازما في أجواء الشمس والنجوم حيث درجات الحرارة العالية جدا. كما أن عملية اللحام بالهيدروجين يقوم خلالها أيضا اللحام بالحام بالبلازما، وهي شعلة الهيدروجين مرتفعة الحرارة، لأن درجة حرارة الشعلة تكون عالية جدا قد تبلغ 1400 درجة مئوية. وعندها يتأين الهيدروجين تماما ويتفاعل مع أيونات الأكسجين.
هذا ينطبق على جميع العناصر والمواد، فمثلا الحديد يوجد في الحالة الصلبة في درجة الحرارة العادية، وينصهر عند بلوغ درجة حرارته نقطة الانصهار. يتطاير من سائل الحديد الساخن ذرات حديد (الحالة الغازية)، وإذا قمنا بتسخين بخار الحديد إلى درجات أعلى تفككت وفقدت بعضا من إلكتروناتها وتصبح أيونات، أي تصبح «بلازما».
عندما تتحول مادة من طور لآخر فهي إما تكتسب طاقة أو تفقد طاقة. فمثلا ينبخر الماء وتبتعد جزيئات البخار عن الماء بسبب اكتسابها طاقة حركية عالية تجعلها تتغلب على القوى الماسكة للماء (تلك الطاقة تسمى إنثابي التبخر). والعملية العكسية، وهي تكثيف البخار فيصاحبها انخفاض في طاقة البهار. تسمى الحرارة الازمة لتحويل مادة صلبة إلى سائل حرارة الانصهار وتسمى تلك الحرارة أو الطاقة اللازمة بتحويل مادة صلبة إلى غاز انثالبي التسامي.
يحدث تحول المادة أيضا عند تغير النظام البلوري لمادة. يتغير النظام البلوري للحديد مثلا عند درجات حرارة معينة وضغط معين. وكما أن تبخر المادة يعتمد على حرارة التبخر كما نعهده في الماء وفي المواد الأخري فيعتمد تغير النظام البلوري للحديد على ما يسمى حرارة التبلور أو «إنثالبي التبلور».
الشكل المجاور يبين تغير حالات تبلور الحديد المختلفة عندما نخلط فيه كمية من الكربون (بين 0 و 6%)، وهي تعتمد على درجة الحرارة والضغط، وكل خط بين طورين يبين درجة الحرارة التي عندها يتغير النظام البلوري للحديد، وكما نرى فللحديد أنواع عديدة متبلورة وبالتالي تختلف في خواصها الفيزيائية من وجهة صلابتها ومقاومتها للقص وغيرها. ويتضح من الشكل أن الحديد النقي (0% كربون) ينصهر عند
درجة حرارة نحو 1500 درجة، بينما عندما يكون فيه نسبة كربون 3و4% تنخفض درجة انصهاره إلى نحو 1200 درجة مئوية.

## اقرأ أيضا
- طور (مادة)
- انثالبي التسامي
- حرارة تبخر
- إعادة تبلور (علم الفلزات)